# ربع نیشابور
رَبْعِ نِیشابور (نیشابور بزرگ، خراسان غربی یا خراسان باختری)؛ یکی از چهار بخش و بخش غربی خراسان بزرگ، که با تطبیق بر جغرافیای امروز، مجموعه خراسان کنونی که در مرزهای سیاسی ایران معاصر وجود دارد (استان‌های خراسان شمالی، خراسان رضوی و خراسان جنوبی) را در بر می‌گیرد. ربع نیشابور، در عرف جغرافیانویسان و گذشته‌نگاران قدیم، ناحیه‌ای است که در جنوب، از نزدیک کاشمر (ترشیز پیشین) امروز، آغاز می‌شود، تا دامنه کوه‌های هزارمسجد در شمال، در حدود (خبوشان یا قوچان کنونی) می‌گسترد و از خاور، در حدود (تون-فردوس کنونی) و طبس، تا مرز گرگان را در باختر، فرا می‌گیرد.

## ربع نیشابور: خراسان غربی
منطقه ربع نیشابور که در غربی‌ترین بخش خراسان بزرگ گسترده شده میراث‌دار ساتراپی پارت باستان دوران اشکانی و پیش از آن؛ و همان استان ابرشهر (نیشابور) یا «هَمَک‌اَپَرشَتْر» ساسانی در دوران باستان است و این منطقه را در تناظر با موقعیت ربع بلخ -که شرق خراسان بزرگ را فرا می‌گیرد- ناحیه نیشابور، رَبع غربی خراسان یا خراسان غربی می‌خوانند. بلخ در شرق خراسان بزرگ، از مسیر جاده‌ای به طول حدود ۱۱۵۰ کیلومتری و با گذر از شبرغان، میمنه، هرات، تایباد و فریمان به مرکز کهن بخش غربی خراسان، نیشابور می‌رسد. بُست، بیهق، گویان (جوین)، جاجرم، ارغیان، اسفراین، استوا، اسفند، جام، باخرز، خواف، زاوه، رُخ، زوزن، بوزجان، طوس، نسا و ابیورد ولایت‌ها یا شهرستان‌های عمده خراسان غربی یا ربع نیشابورند. در دوره معاصر تاریخ ایران گستره ربع نیشابور با نام خراسان غربی شناساست چنان‌که احمد وفیق پاشا، سیاستمدار امپراتوری عثمانی و فرهنگ‌نگار سرشناس ترک، در فرهنگنامه ترکی «لهجه عثمانی» که به سال ۱۲۹۳ق/۱۲۵۵ش/۱۸۷۶م در استانبول به چاپ رسیده است، نام خراسان غربی را در اشاره به عرصه سرزمینی همپوشان با خراسان کنونی ایران (ربع نیشابور قدیم) به کار برده و نیشابور را یکی از مدخل‌های لهجه عثمانی قرار داده و این شهر را مرکز یا کرسی خراسان غربی معرفی نموده است. از دیگر تاریخ‌نگاران، ایران‌شناسان و نویسندگان سرشناس معاصر که در آثار خود، جای‌نام خراسان غربی را همپوشان با گستره جغرافیای تاریخی و فرهنگی ربع نیشابور به کار برده‌اند می‌توان به پرودس اکتور شروو (ایران‌شناس برجسته آمریکایی -نروژی) هاینتس گائوبه (ایران‌شناس آلمانی) علینقی منزوی (مورخ و کتاب‌شناس ایرانی) عبدالحسین زرین‌کوب (تاریخ‌نگار و نویسنده برجسته ایرانی) رسول جعفریان (پژوهشگر تاریخ اسلام و ایران)، محمدابراهیم فیومی (پژوهشگر مصری فلسفه و فِرَق اسلامی) محمدجعفر یاحقی (پژوهشگر برجسته زبان و ادبیات فارسی) لویی ماسینیون (تاریخ‌نگار شرق‌شناس و اسلام‌شناس فرانسوی) رنه گروسه (تاریخ‌نگار برجسته فرانسوی) و … را نام برد.

## پیشینه تاریخی

### دوران باستان
این ناحیه یا بخشی از آن، در دوران پیش از اسلام ابرشهر نام داشت و یکی از مناطق ایران‌زمین در دوران هخامشیان، سلوکیان و اشکانیان بوده است. در دوره پارتیان (اشکانیان)، ناحیه رِیوَند نیشابور یکی از نیایشگاه‌ها و زیارتگاه‌های مشهور ایران باستان به‌شمار می‌آمد و آتشکده آذربرزین مهر که در نزد پارت‌ها احترام بخصوصی داشت، در کوه رِیوَند جای داشت و وجود این آتشکده، زائران بی‌شماری را در سرتاسر دوره پارتی به این منطقه می‌کشانید. ابرشهر، در طی دوران اشکانی، رونقی فراوان یافت؛ چنان‌که در پایان عهد اشکانیان و آغاز روزگار ساسانیان، منطقه‌ای شناخته شده بود.

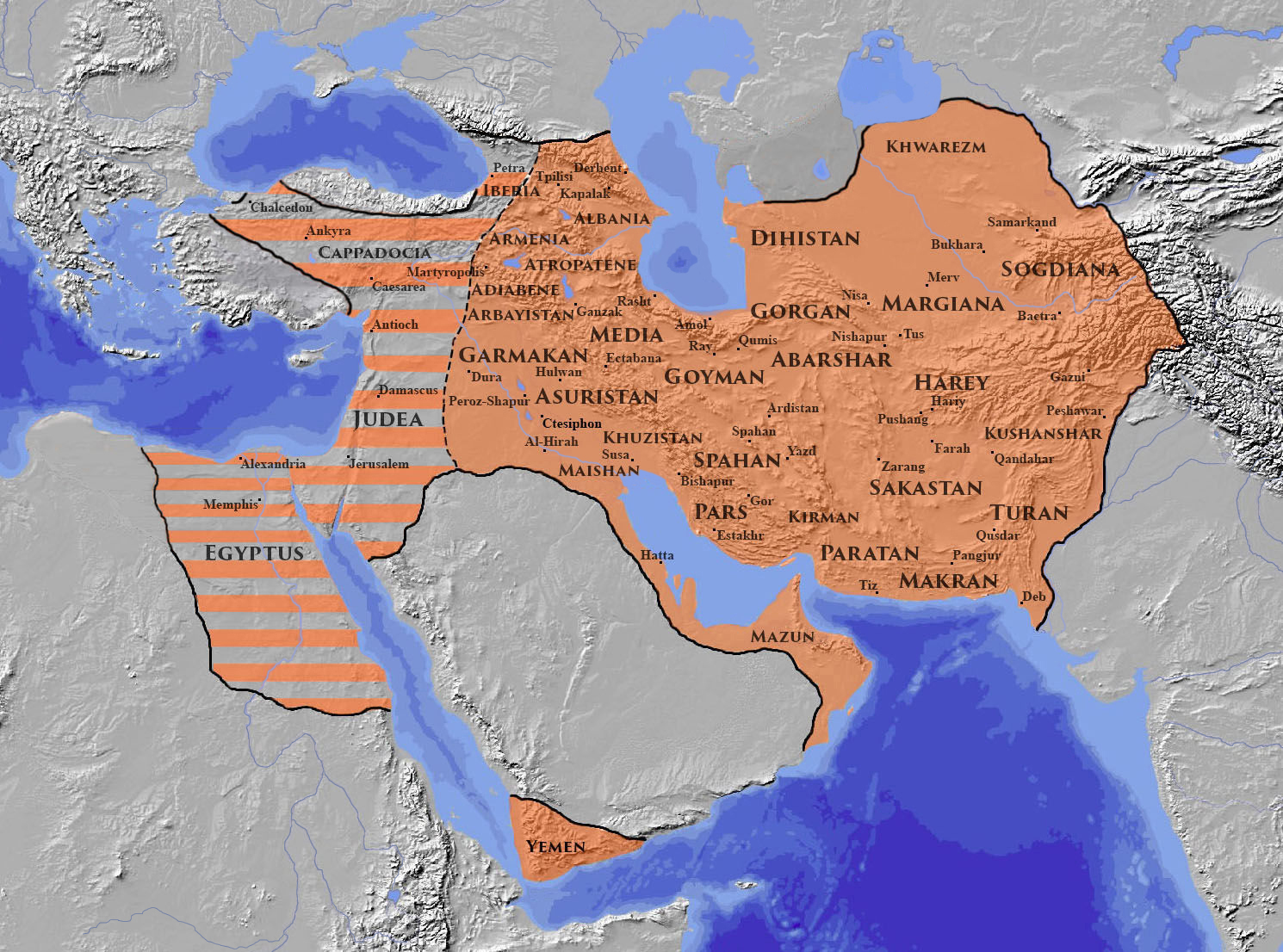
قلمرو ایران‌زمین در دوران ساسانیان؛ ابرشهر (نیشابور)، یکی از ایالت‌های اصلی ایران در این دوره، بوده است.

در دوره ساسانیان؛ خراسان، یکی از چهار استان مهم کشور به‌شمار می‌آمد؛ این استان، به چهار بخش تقسیم می‌شد و این بخش‌ها عبارت بودند از: مرو، نیشابور، هرات و بلخ. از دوره ساسانیان است که این ناحیه، برگرفته از نام شاپور ساسانی، نام نیوشاپوهر (نیشاپور، نیشابور) گرفته و به عنوان کرسی ولایت ابرشهر دوره رونق روزافزون خود را آغاز نمود. طبری، ابرشهر (نیشابور) را در کنار مرو، بلخ، گرگان، سیستان و خوارزم، جزو متصرفات اردشیر بابکان، بنیان‌گذار سلسله ساسانیان آورده و در کتیبهٔ شاپور در کعبه زرتشت، نام ابرشهر، نیز در حدود مرزهای ایرانشهر و از باج‌گذاران ساسانی ذکر شده است. ابرشهر در این زمان، یکی از استان‌های وسیع مملکت محسوب می‌شد و ارغیجان، اسپراین، جوین، بیهک، بیهق، باخرز، خواف، زوزن، زام (جام) و زاوه، رستاک‌های مهم آن بودند. مرزبان یا فرمانروای این منطقه، دارای لقب اختصاصی کنارنگ بود. در این دوران، حاکمانی که از خانواده سلطنت بودند لقب «شاه» داشتند و نیشابور یکی از ولایت‌های ۲۶گانه در ایران بود که حاکم آن، شاه نامیده می‌شد.

### دوران اسلامی

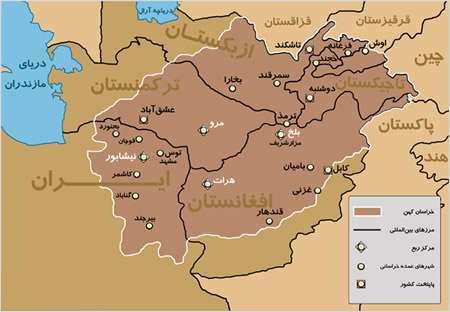
نقشه خراسان بزرگ، با تطبیق بر نقشه جغرافیای سیاسی معاصر. مرکز ربع‌های خراسان (نیشابور، هرات، مرو و بلخ) در این نقشه، مشخص شده‌اند.

گستره پهناور خراسان، در دوره اسلامی، به چهار بخش (یا ربَع) تقسیم می‌شد که شهرهای مهم این منطقه، مرکز یا کرسی هر یک از بخش‌های چهارگانه بودند. نیشابور، در تقسیمات جغرافیایی خراسان بزرگ همواره به عنوان یک ربع بزرگ، از اهمیت زیادی برخوردار بود. و مرکز این ربع، شهر نیشابور؛ تنها شهر عمده خراسان است که تاکنون در قلمرو ایران کنونی باقی مانده است. در اوایل دوره اسلامی و در دوره امویان، در زمان امارت زیاد بن ابیه، وی با الگوگیری از روش ساسانیان در اداره خراسان، آن منطقه را به چهار بخش، تقسیم نمود؛ مرو، نیشابور، فاراب و هرات، و هر منطقه را به یکی از سردارانش سپرد. احمد بلاذری (قرن۲و۳ قمری)، خراسان را دربرگیرنده چهار ربع (بخش) دانسته و می‌گوید: خراسان، چهار ربع دارد. ربع اول، ایرانشهر است و آن دربرگیرنده نیشابور و قهستان و هرات و توس است. ربع دوم، دربرگیرنده مروان (دو مرو) و سرخس و نسا و ابیورد و طالقان و خوارزم است. ربع سوم، دربرگیرنده جوزجانان و بلخ و صغانیان است و ربع چهارم، دربرگیرنده ماوراءالنهر است.
گفتنی است که «ایرانشهر» و «ابرشهر»، نام‌های دیگر «نیشابور» می‌باشند. ابن فقیه (قرن ۳ هـ. ق) نیز به نقل از بلاذری، جغرافیای ربع ایرانشهر (نیشابور) را چنین تبیین کرده است: خراسان، چهار بخش دارد. بخش اول، ایرانشهر است و آن دربرگیرنده نیشابور، قهستان، طبسین، هرات، بوشنج، بادغیس و طوس -که اسم توس، تابران است- می‌باشد.

## در منابع جغرافیایی

### قرن سوم هجری
ابن خردادبه (۲۱۱–۳۰۰هـ. ق)؛ زام، باخرز، جوین، و بیهق را از توابع نیشابور دانسته است. احمد یعقوبی (وفات: ۲۹۲هـ. ق) می‌گوید: نیشابور، شهری بزرگ با کوره‌ها (= ناحیه‌ها و شهرها) ی بسیار است، از آبادی‌های نیشابورند: طبسین، قهستان، نسا، ابیورد، ابرشهر (نیشابور)، جام، باخرز، توس، شهر توس بزرگ (که به آن نوقان گفته می‌شود)، زوزن و اسفراین.
احمد بلاذری (وفات: ۲۷۹هـ. ق) در بخش «فتوح خراسان» کتاب تاریخ خود، در آنجا که به فتح شهرها و نواحی خراسان، در دهه چهارم سده اول هجری، به دست سپاه مسلمانان، به سرکردگی عبدالله بن عامر کریز سخن می‌گوید؛ سرگذشت فتح زام (جام)، باخرز، جوین، بیهق، بشت (پشت)، اشبند (اسفند)، رخ، زاوه، خواف، اسبرائن (اسفراین) و ارغیان را از رستاق‌های نیشابور را روایت می‌کند و سپس می‌نویسد: «ابن عامر … ثم أتی أبرشهر و هی مدینة نیسابور» عبدالله بن عامر، به ابرشهر آمد و آن شهر نیشابور است.

تصویر یک برگه از نسخه خطی تاریخ نیشابور نوشته ابوعبدالله حاکم نیشابوری (۴۰۵–۳۲۱هـ. ق)؛ در این برگه، مبحث ولایت‌های نیشابور، مطرح گردیده است.

### قرن چهارم و پنجم هجری
محمد مقدسی (قرن ۴هـ. ق) جغرافیای ربع نیشابور را چنین توصیف کرده است: اسم قصبه (=شهر اصلی) آن‌ها ایرانشهر (= یکی از نام‌های نیشابور) است. چهار بخش، دوازده رستاق (= ولایت، شهرستان) و سه خزانه و قصر و دار دارد. بخش‌های قصبه نیشابور عبارت‌اند از شامات، ریوند، مازل و بشتفروش. ولایت‌های آن عبارت‌اند از بشت، بیهق، کویان، جاجرم، اسفراین، استوا، اسفند، جام، باخرز، خواف، زاوه، رخ. زوزن، دار آن و بوزجان قصر آن و توس و نسا و ابیود، خزانه‌های ایرانشهر (=نیشابور) هستند؛ و این ولایت‌ها که از آن‌ها یاد کردیم غیر از خزانه‌هایشان، شش هزار دیه مانند عمواس دارند با یکصد و بیست منبر. ابوعبدالله حاکم (قرن ۴ و ۵هـ. ق)، دربارهٔ ولایت‌های نیشابور می‌گوید: ذکر ولایات کی از نواحی و اقطار خراسان، به نیشابور، نسبت دادندی و اشراف و اکابر آن را نشابوری خواندندی و آن دوازده ولایت است طول و عرض، یعنی آن از سی فرسخ و بیست و پنج کمتر نباشد. به هر یکی از آن قری و قنوات و باغات و عمارات. او در ادامه؛ بیهق، جوین، اسفراین، خبوشان (استوا)، ارغیان، پُشت، رُخ، زوزن، خواف، ازقند، جام و باخرز، و جاجرم را در شمار ولایات نیشابور نام می‌برد.

### قرن ششم و هفتم هجری
در نزهة المشتاق فی اختراق الآفاق شریف ادریسی (وفات: ۵۶۰هـ. ق)، «الانساب» ابوسعد عبدالکریم سمعانی (وفات: ۵۶۲هـ. ق)، «معجم‌البدان» یاقوت حموی (وفات: ۶۲۶هـ. ق)، «الباب فی تهذیب‌الانساب» ابن اثیر (۵۵۵–۶۳۰ هـ. ق) و … به حدود و ولایت‌های نیشابور (=خراسان غربی) اشاره شده است.

### قرن هشتم تا دهم هجری
ابوالفداء (وفات: ۷۳۲هـ. ق)؛ بیهق، خبوشان، جام، طرثیث (ترشیز)، استوا، باخرز، بشت، اسفراین، طوس و جوین را از اعمال نیشابور یاد کرده و محمد بروسوی (وفات: ۹۹۷هـ. ق) نیز جوین، استوا، بیهق، اسفراین، بخرز (باخرز)، بُشت، جام، خبوشان، خواف، طوس را از نواحی نیشابور دانسته است.

## تقسیمات جغرافیایی ربع نیشابور

### تقسیمات شهرستان مرکزی
شهر نیشابور یا ابرشهر، قصبه یا شهرستان مرکز ربع نیشابور، خود به چهار بخش یا ربع تقسیم می‌شده که ریوند، مازل، شامات (یا تک‌آب) و بشتفروش نام داشته‌اند. ربع‌های نیشابور، از مرکز شهر (مسجد جامع)، در جهت صحرا و کوه، به چهار طرف کشیده شده بودند؛ آن قسمت از هر ربع که پیوسته به شهر بود محله؛ و آنچه در صحرا و کوه و بیرون از شهر بود «ربع» نامیده می‌شد
ربع ریوند که در ناحیه میان طوس و بیهق و بشت (ترشیز) قرار داشت به شهری به همین نام (= شهر ریوند) منسوب بود. ربع شامات، که از مسجد جامع بود تا حدود بشت، به سمت کم‌ارتفاع دشت نیشابور بوده و چون آب کاریزها به سمت آن روان بوده، تکاب نیز نامیده شده است. ربع مازل که از روستاهای آن می‌توان به بشتقان (فوشنجان) و فرخک اشاره نمود، دارای نهرهای پرآب و ریواس بسیار معروف بوده. ربع بشتفروش، وسیع‌ترین و آبادترین ربع نیشابور بوده، زردآلو و انگور آن معروف، و روستاهای خرق (خرو) و بشتفروش در این ربع قرار داشته‌اند.
ربع‌های قصبه (شهرستان) نیشابور قدیم، بر پایه آگاهی‌های یادشده در کتاب تاریخ الحاکم و کتاب جغرافیای مَقدِسی:
| نام ربع | حدود و مرزها                                                                              | آبادی‌های معروف                   | ویژگی‌ها |
| ------- | ----------------------------------------------------------------------------------------- | -------------------------------- | --- |
| رِیْوَنْد   | طول: از مسجد جامع (مرکز شهر) تا مزرعه احمدآباد در ابتدای بیهق؛ عرض: از مرز توس تا مرز پشت | رِیْوَنْد                            | بیش از پانصد روستا؛ قنات‌های فراوان؛ تاکستان‌های بسیار و میوه‌های نیکو؛ معدن فیروزه                               |
| شامات   | طول: از مسجد جامع (مرکز شهر) تا مرز پشت؛ عرض: از مرز بیهق تا مرز رُخ                       | -                                | بیش از سیصد روستا؛ گذرگاه راه فارس و سمنان از سوی قهستان؛ کشتزارهای بسیار؛ محل سرازیر و روان شدن کاریزهای قصبه |
| مازُل    | -                                                                                         | فرخک، موسنقان (فوشنجان)، باغ فرک | گردشگاه (مواضع تفرّج و تنژّه)؛ روستاهای شگفت‌انگیز؛ ریواس ممتاز؛ نهرهای خروشنده؛ مرغوبیت اراضی                    |
| بشفروش  | -                                                                                         | خرق، بشفروش                      | بزرگ‌ترین ناحیه قصبه؛ روستاهای بزرگ و آباد؛ ناحیه‌ای سودآور؛ محصول فراوان و نیکوی انگور و زردآلو                 |

### شهرستان‌های ربع نیشابور
متون جغرافیایی و تاریخی قدیم، با اختلاف کم و بیش، ۱۲ ولایت (شهرستان) را جزء ولایت‌های ربع نیشابور نام برده‌اند. در اینجا، روایت‌های دو منبع شناخته شده در حوزه جغرافیای تاریخی خراسان و ایران، آمده است:

#### روایت تاریخ نیشابور الحاکم
کتاب «تاریخ نیشابور» ابوعبدالله حاکم نیشابوری، مهم‌ترین منبع جغرافیای تاریخی نیشابور کهن به‌شمار می‌آید. نویسنده، دوازده ولایت (شهرستان)، در زمره ولایت‌هایی که آن‌ها را به نیشابور نسبت می‌دهند و بزرگان آن ولایت‌ها را نیشابوری می‌خوانند، برشمرده است:

تاریخ نیشابور نوشته ابوعبدالله حاکم نیشابوری (۴۰۵–۳۲۱هـ. ق) دانشنامه‌ای به زبان عربی در معرفی ربع نیشابور، بزرگان و دانشمندان ربع و شهر نیشابور در قرن چهارم هجری قمری است.

| نام ولایت         | نام دیگر       | حدود و مرزها                   | توصیف                                 |
| ----------------- | -------------- | ------------------------------ | ------------------------------------- |
| ولایت بیهق        | -              | از مرز ربع ریوند تا مرز دامغان | گستردگی و وسعت                        |
| ولایت جوین        | -              | -                              | منشأ اولیا و علما                     |
| ولایت اسفراین     | مهرجان         | -                              | زادگاه انوشیروان                      |
| ولایت خبوشان      | استوا (فاروج)  | میان نسا و اسفراین و توس       | دارای روستاهای بزرگ و آبادان          |
| ولایت ارغیان      | -              | -                              | ولایتی آبادان و دارای دانشمندان بسیار |
| ولایت پشت         | عربستان خراسان | -                              | فراوانی دانشمندان و ادیبان بزرگ       |
| ولایت رخ          | -              | -                              | قدمت تاریخی و جایگاه بزرگان           |
| ولایت زوزن        | -              | -                              | عمارت‌ها و عالمان درخور                |
| ولایت خواف        | -              | متصل به زوزن                   | زادگاه ابوقابوس مَلِکِ شام               |
| ولایت ازقند       | -              | -                              | ولایت آباد و سرسبز                    |
| ولایت جام و باخرز | -              | -                              | -                                     |
| ولایت جاجرم       | -              | میان جوین و جرجان              | دارای روستاهای آباد و بزرگان مشهور    |

#### روایت احسن‌التقاسیم مقدسی
محمد مقدسی، تقسیمات جغرافیای ربع نیشابور را در قالب دوازده رستاق (= ولایت، شهرستان) و سه خزانه و قصر و دار تبیین می‌نماید. او بشت، بیهق، کویان، جاجرم، اسفراین، استوا، اسفند، جام، باخرز، خواف، زاوه، رخ را در دسته ولایت‌های تابعه نیشابور و زوزن را دار آن و بوزجان را قصر آن و توس و نسا و ابیود را خزانه‌های نیشابور می‌داند.
ولایت‌های دوازده‌گانه ربع نیشابور؛ در جغرافیای احسن‌التقاسیم مَقدِسی:
| نام ولایت     | نام شهرهای ولایت    | توصیف                                       |
| ------------- | ------------------- | ------------------------------------------- |
| ولایت بشت     | طرثیث، کندر         | مهم‌ترین ولایت‌های دوازده‌گانه، دارای هفت منبر |
| ولایت بیهق    | سوزوار، خسروجرد     | دارای مردمی ادب‌دوست                         |
| ولایت کویان   | آزادوار             | دارای مردم اهل حدیث و ادب‌دوست               |
| ولایت جاجرم   | جاجرم               | ولایتی کوچک و ثروتمند                       |
| ولایت اسفراین | اسفراین             | کشاورزی خوب، دارای مردمی اهل حدیث           |
| ولایت استوا   | استوا، قوچان، فاروج | ولایتی بزرگ و تأمین‌کننده میوه نیشابور       |
| ولایت اسفند   | فرهادگرد، ازقند     | -                                           |
| ولایت زام     | بوزگان              | -                                           |
| ولایت باخرز   | مالین               | مرکز حبوبات و مویز                          |
| ولایت خواف    | سلومک               | مرکز مویز                                   |
| ولایت رخ      | تنفک                | -                                           |

ولایت‌های خزانه، دار و قصر ربع نیشابور؛ در جغرافیای احسن‌التقاسیم مَقدِسی:
| نام ولایت    | نوع   | نام شهرهای ولایت                                        | توصیف                    |
| ------------ | ----- | ------------------------------------------------------- | ------------------------ |
| ولایت زوزن   | دار   | زوزن                                                    | شهری بزرگ                |
| ولایت بوزجان | قصر   | بوژگان                                                  | کاخ با شهرکی بزرگ        |
| ولایت توس    | خزانه | طابران، نوقان، جناوذ (گناواذ)، تروغبذ، رادکان، استورقان | بزرگ و باستانی           |
| ولایت نسا    | خزانه | نسا، سفینقان، جرمقان، افراوه، شارستانه                  | گردشگاه، پاکیزه و منظم   |
| ولایت ابیورد | خزانه | مهنه، کوفن                                              | رونق و ارزانی و حاصلخیزی |

## چهره علمی و فرهنگی ربع نیشابور
ربع نیشابور به مرکزیت شهر نیشابور، از کانون‌های علمی برجسته جهان اسلام است که محا فعالیت و تکاپوی علمی و فرهنگی شاعران، ادیبان، فقیهان، مورخان، فیلسوفان، پزشکان، منجّمان، ریاضی‌دانان و محدّثان مشهوری بوده؛ و به‌طور خاص، در شمار حوزه‌های عمده علوم حدیث سده‌های نخستین اسلامی است که محل گرهمایی شمار فراوانی از فقیهان، عالمان و بزرگان حدیث بوده است.

## جدال پیرامون واحد تقسیمات کشوری پیشنهادی به نام «خراسان غربی»
استان‌های خراسان شمالی، رضوی و جنوبی تا سال ۱۳۸۳ یک استان واحد به نام استان خراسان بودند. در منابع تاریخی خراسان غربی واژه‌ای برای اشاره به کلیه محدوده تاریخی بخش غربی خراسان بزرگ (یا همان ربع نیشابور) با مرکزیت نیشابور می‌باشد. یکی از طرح‌های پیشنهادی سیاسی و استانی با نام پیشنهادی استان خراسان غربی یا استان سربداران به مرکزیت سبزوار سبب ایجاد بحث و جدل‌های سیاسی در استان خراسان رضوی، پیرامون کاربرد اصطلاح جغرافیایی دارای درونمایه و وزن تاریخی و فرهنگی خراسان غربی گردیده است.

## پانوشت‌ها
1. ↑  دانشنامه‌ای رونمایی شده در دانشگاه تهران با عنوان «دانشنامه نیشابور بزرگ» توسط کمیسیون ملی یونسکو در ایران منتشر شده است.
2. ↑  «نیشابور بزرگ کجاست؟». ایسنا. ۲۰۲۳-۰۱-۲۲. دریافت‌شده در ۲۰۲۳-۰۱-۲۵.
3. ↑    - «خراسان از اسلام تا اکنون» نوشته محمدرضا قصابیان؛ در صفحه ۲۱۲ آمده است: … طاهریان مرکز فرمانروایی خویش را به غرب خراسان انتقال دادند و نیشابور پس از آن که توسط عبدالله بن طاهر به عنوان مقر طاهریان انتخاب شد …
4. ↑    - «شهرستان سرخس و مهم‌ترین وقایع تاریخی آن» (لینک متنی مقاله) نوشته ابراهیم زنگنه در صفحه ۱۹۵ آمده است: شرایط اقلیمی خراسان قدیم ایجاب می‌کرد که راه‌های شرقی و غربی از ناحیه سرخس بگذرد، زیرا مرکز خراسان شمالی (یعنی مرو) را صحراهایی فراگرفته بود … سرخس در در مدخل بخش غربی، در حد فاصل مرو و نیشابور واقع بود. سرخس برای کاروانیانی که از مرو به به غرب خراسان می‌آمدند و دشواریهای عبور از صحرا خشک بین این دور شهر (یعنی مرو و نیشابور) را تحمل کرده بودند، نقطه امیدی بود …
5. ↑    - «تأثیر عوامل جغرافیایی بر هنر ایران» نوشته ولادیمیر مینوروسکی؛ در صفحه ۳۰۶ آمده است: … منطقه تهران (ری قدیم) مترقی‌ترین بخش شمال غربی ایران با فاصله ۵۵۰ میل مربع از نیشابور که مرکز غربی‌ترین «ربع» خراسان می‌باشد، مجزا شده است. هنوز خراسان دارای سه ربع دیگر یعنی هرات، بلخ و مرو می‌باشد …
6. 1 2    - «اولوس جغتای (۶۲۴ - ۷۶۳ ق)» نوشته امیرتیمور رفیعی؛ در صفحه ۹۵ آمده است: … محمد خوارزمشاه … ابتدا به بلخ فرار کرد و از آنجا به طرف خراسان غربی رفت و در نیشابور پناهگاهی یافت.
7. ↑    - «مطالعه و تحلیل نقش‌مایه‌ی انسانی بر روی قطعه‌ای سفالی از تپه‌بلوچ نیشابور» نوشته مهدی صبوری؛ در صفحه ۲۲ آمده است: مطالعات باستان‌شناسی منسجم در حوزه خراسان غربی بلاخص در دوره پیش از تاریخ بسیار محدود بوده است … منظور از خراسان غربی، بخش ایرانی خراسان بزرگ یا سه استان خراسان رضوی، شمای و جنوبی‌ست.
8. ↑  Mehdi Malek, “Late Sasanian Coinage and the Collection in the Muzeh Melli Iran”, The Numismatic Chronicle 173 Offprint, 474.
9. ↑  H. Gaube, “ABARŠAHR”, Encyclopædia Iranica.
10. ↑  حسین صومعه (۶ بهمن ۱۴۰۰). «تاریخانهٔ خراسان غربی (کاربرد جای‌نام خراسان غربی در نوشتار نویسندگان و پژوهندگان تاریخ و فرهنگ ایران؛ نوشتار نخست: خراسان غربی در دوران نیشابوری)». نشریه فرهنگی اجتماعی خاتون شرق. بایگانی‌شده از اصلی در ۱۷ مه ۲۰۲۲.
11. ↑  گای لسترینج (۱۳۸۶)، جغرافیای تاریخی سرزمین‌های خلافت شرقی، ترجمهٔ محمود عرفان، تهران: نتشارات علمی و فرهنگی، ص. ص۴۰۸
12. ↑  بهمن سرکاراتی (پاییز ۱۳۵۳)، «اخبار تاریخی در آثار مانوی»، زبان و ادب فارسی، ش. شماره ۱۱۱، ص. ص۳۶۱
13. ↑  رضا صبوری (پاییز و زمستان ١٣۹۸)، «مطالعه و تحلیل نقش مایه انسانی بر روی قطعه ای سفالی از تپه بلوچ نیشابور»، سفالینه، ش. شماره ۵، ص. ص۲۲
14. ↑  محمدرضا شفیعی کدکنی (١٣٧٥)، پیشگفتار کتاب «تاریخ نیشابور»، ترجمهٔ تألیف ابوعبدالله حاکم نیشابوری، ترجمه محمد بن حسین خلیفه نیشابوری، با مقدمه و تصحیح و تعلیقات محمدرضا شفیعی کدکنی، تهران: آگه، ص. ص۱۳-۱۴
15. ↑  محمود افشار یزدی (۱۳۵۹)، افغان‌نامه، تهران: بنیاد موقوفات دکتر محمود افشار، ص. ج۱، ص۱۵۱
16. ↑  حسین صومعه (۱۳ آذر ۱۴۰۰). «کهن‌تر از خراسان: پارت و ابرشهر». نشریه فرهنگی اجتماعی خاتون شرق. بایگانی‌شده از اصلی در ۱۷ ژانویه ۲۰۲۲.
17. ↑  حسین صومعه (۱۵ آذر ۱۴۰۰)، «خراسان غربی، در جغرافیای خودآگاهی تاریخی»، آفتاب صبح نیشابور، ش. شماره ۸۷، ص. ۲
18. ↑  حسین صومعه (۲۲ مهر ۱۴۰۰). «ز حد نشابور تا خاک بلخ؛ نگاهی جغرافیایی به خراسان تاریخی». نشریه فرهنگی اجتماعی خاتون شرق.
19. ↑  حسین صومعه (۱۵ آذر ۱۴۰۰)، «خراسان غربی، در جغرافیای خودآگاهی تاریخی»، آفتاب صبح نیشابور، ش. شماره ۸۷، ص. ۲
20. ↑  محمد مقدسی (۱۳۶۱)، احسن التقاسیم فی معرفة الاقالیم، ترجمهٔ علینقی منزوی، تهران: شرکت تعاونی مؤلفان و مترجمان ایران، ص. ج۲، ص۴۳۶
21. ↑  احمد وفیق پاشا (1293ق)، لهجه عثمانی، استانبول: طبعخانه عامره، ص. ج۲، ص۱۱۷۵ تاریخ وارد شده در |سال= را بررسی کنید (کمک)
22. ↑  Heinz Gaube, “ABARŠAHR”, Early Iranian Civilizations 103 = DivSchool 3580, 27.
23. ↑  Prods Oktor Skjaervo, “An Introduction to Manicheism”, Early Encyclopædia Iranica, Vol.1, P.67.
24. ↑  آقا بزرگ طهرانی (۱۳۶۹)، طبقات أعلام الشیعه، ترجمهٔ علینقی منزوی، تهران: اسماعیلیان، ص. ج۳، ص۲۳۱
25. ↑  عبدالحسین زرین‌کوب (۱۳۷۵)، روزگاران، تهران: انتشارات سخن، ص. ج۲، ص۱۹۲
26. ↑  رسول جعفریان (۱۳۸۷)، مقالات تاریخی؛ دفتر نهم، قم: دلیل ما، ص. ص۳۴۵
27. ↑  محمد ابراهیم الفیومی (1998م)، الفرق الأسلامیه و حق الأمه السیاسی، قاهره: دارالشروق، ص. ص۳۹۹-۴۰۰ تاریخ وارد شده در |سال= را بررسی کنید (کمک)
28. ↑  ابوالفضل بیهقی (۱۳۷۵)، دیبای خسروانی؛ کوتاه شده تاریخ بیهقی، ترجمهٔ گزینش و گزارش از محمدجعفر یاحقی و مهدی سیدی، تهران: انتشارات جامی، ص. ص۲۳۲
29. ↑  Louis Massignon, The Passion of Al-Hallaj: Mystic and Martyr of Islam”, Translated from the French with Herbert, Vol.2, P.197.
30. ↑  René Grousset, The Empire of the Steppes: A History of Central Asia, P.240.
31. ↑  بهزاد نعمتی (سال اول، پاییز و زمستان ١٣٧٧)، «نام‌شناخت؛ ابرشهر، نیشابور»، خراسان‌پژوهی، ش. شماره ۲، ص. ص۱۹۳ تاریخ وارد شده در |تاریخ= را بررسی کنید (کمک)
32. ↑  مری بویس (١٣٨٩)، زردشتیان؛ باورها و آداب دینی‌آن‌ها، ترجمهٔ ترجمه عسگر بهرامی، تهران: انتشارات ققنوس، ص. ص۱۱۷
33. 1 2  دانشنامه ایران، تهران: مرکز دائرةالمعارف بزرگ اسلامی، ١٣٨٤، ص. ص۱۱۱
34. ↑  دانیل آل آلتون (١٣٦٧)، تاریخ سیاسی و اجتماعی خراسان در آغاز حکومت عباسیان، ترجمهٔ مسعود رجب‌نیا، تهران: شرکت سهامی انتشار، ص. ص۱۲
35. ↑  ایران در زمان ساسانیان، ترجمهٔ رشید یاسمی، تهران: صدای معاصر، ١٣٩٣، ص. ص۱۶۱
36. ↑  تاریخ فرهنگ و تمدن ایران در دوره ساسانیان، تهران: فرهنگ مکتوب، ١٣٨٥، ص. ص۲۵
37. ↑  ایران در زمان ساسانیان، ترجمهٔ رشید یاسمی، تهران: صدای معاصر، ١٣٩٣، ص. ص۹۸
38. ↑  تاریخ ایران باستان، تهران: دنیای کتاب، ١٣٧٥، ص. ج۴، ص ۲۸۴۸-۲۸۴۹
39. ↑  امیر اکبری (دوره ٥، تابستان ١٣٨٩)، «قلمرو طاهریان و اهمیت شهرهای اربعه خراسان»، پژوهشنامه تاریخ، ش. شماره ۱۹، ص. ص۲۸ تاریخ وارد شده در |تاریخ= را بررسی کنید (کمک)
40. ↑  امحمدباقر حسینی (پاییز و زمستان ۱۳۷۶)، «عوامل رشد علمی و سیاسی نیشابور در قرون گذشته»، مجله دانشکده ادبیات و علوم انسانی مشهد، ش. شماره ۱۱۸و ۱۱۹، ص. ص۴۲۹
41. ↑  ابی‌جعفر محمد بن جریر الطبری (١٩٨٣م)، تاریخ الامم و الملوک، بیروت: مؤسسه الاعلمی للمطبوعات، ص. ج۵، ص۲۲۴ تاریخ وارد شده در |سال= را بررسی کنید (کمک)
42. ↑  احسن‌التقاسیم فی معرفةالاقالیم، بیروت: دارصادر، ١٩٠٦م، ص. ص۳۱۳ تاریخ وارد شده در |سال= را بررسی کنید (کمک)
43. ↑  شهاب‌الدین أبی عبدالله یاقوت بن عبدالله الحموی الرومی البغدادی (١٩٧٩م)، معجم البلدان، بیروت: دار احیاء الثراث العربی، ص. ۳۳۱ تاریخ وارد شده در |سال= را بررسی کنید (کمک)
44. ↑  ابی‌عبدالله احمد بن محمد بن اسحاق الهمذانی (١٩٩٦م)، البلدان، بیروت: عالم الکتب، ص. ۶۱۵ تاریخ وارد شده در |سال= را بررسی کنید (کمک)
45. ↑  ابن خردادبه (١٣٧١)، مسالک و ممالک، ترجمهٔ سعید خاکرند، تهران: میراث ملل، ص. ص۲۵
46. ↑  احمد بن ابی‌یعقوب بن واضح الکاتب (١٩٨٨م)، کتاب البلدان، بیروت: دار احیاء التراث العربی، ص. ۹۵-۹۶ تاریخ وارد شده در |سال= را بررسی کنید (کمک)
47. ↑  احمد بن یحیی بن جابر البغدادی (١٩٨٨م)، فتوح‌البلدان، بیروت: دار و مکتبه الهلال، ص. ص۳۹۰-۳۹۱ تاریخ وارد شده در |سال= را بررسی کنید (کمک)
48. ↑  شمس‌الدین ابی عبدالله محمد مقدسی (١٩٠٦م)، احسن‌التقاسیم فی معرفة الاقالیم، بیروت: دارصادر، ص. ص۳۰۰ تاریخ وارد شده در |سال= را بررسی کنید (کمک)
49. ↑  ابوعبدالله حاکم نیشابوری (١٣٧٥)، تاریخ نیشابور، ترجمهٔ محمد بن حسین خلیفه نیشابوری، با مقدمه و تصحیح و تعلیقات محمدرضا شفیعی کدکنی، تهران: آگه، ص. ص ۲۱۵-۲۱۷
50. ↑  حسین صومعه (۱۳ مرداد ١٣٩٤). «بازشناسی ربع نیشابور خراسان و تقسیمات جغرافیایی آن». پایگاه اطلاع‌رسانی شهر کتاب.
51. ↑  تقویم البلدان، قاهره: مکتبة الثقافة الدینیة، ٢٠٠٧ م، ص. ص ۴۷۹، ۵۰۴، ۵۰۵، ۵۱۱، ۵۱۳، ۵۱۴ تاریخ وارد شده در |سال= را بررسی کنید (کمک)
52. ↑  اوضح المسالک إلی معرفة البلدان و الممالک، بیروت: دارالغرب الاسلامی، ۱۴۲۷ق، ص. ص ۱۴۵، ۱۴۸، ۱۴۹، ۱۵۰، ۱۹۶، ۲۱۲، ۲۶۲، ۳۰۸، ۳۱۹، ۴۵۹ تاریخ وارد شده در |سال= را بررسی کنید (کمک)
53. ↑  ابوعبدالله حاکم نیشابوری (١٣٧٥)، تاریخ نیشابور، ترجمهٔ محمد بن حسین خلیفه نیشابوری، با مقدمه و تصحیح و تعلیقات محمدرضا شفیعی کدکنی، تهران: آگه، ص. ص۲۸۲
54. ↑  ابوعبدالله حاکم نیشابوری (١٣٧٥)، تاریخ نیشابور، ترجمهٔ محمد بن حسین خلیفه نیشابوری، با مقدمه و تصحیح و تعلیقات محمدرضا شفیعی کدکنی، تهران: آگه، ص. ص ۲۱۴-۲۱۵
55. ↑  احسن‌التقاسیم فی معرفةالاقالیم، بیروت: دارصادر، ١٩٠٦م، ص. ص۳۱۶-۳۱۷ تاریخ وارد شده در |سال= را بررسی کنید (کمک)
56. ↑  ابوعبدالله حاکم نیشابوری (١٣٧٥)، تاریخ نیشابور، ترجمهٔ محمد بن حسین خلیفه نیشابوری، با مقدمه و تصحیح و تعلیقات محمدرضا شفیعی کدکنی، تهران: آگه، ص. ص ۱۴، ۲۱۵-۲۱۷
57. ↑  شمس‌الدین ابی عبدالله محمد مقدسی (١٩٠٦م)، احسن‌التقاسیم فی معرفة الاقالیم، بیروت: دارصادر، ص. ص۳۱۷-۳۲۱ تاریخ وارد شده در |سال= را بررسی کنید (کمک)
58. ↑  مهدی حاجیان (پاییز و زمستان ۱۳۹۷)، «علوم حدیث در ربع نیشابور طی چهار سده نخستین اسلامی»، مطالعات تاریخی قرآن و حدیث، ش. شماره ۶۴، ص. ص۱۵۷–۱۵۸
59. ↑  منابع بیشتر در ابتدای مقاله موجود است.
60. ↑  «نیشابور بزرگ کجاست؟». ایسنا. ۲۰۲۳-۰۱-۲۲. دریافت‌شده در ۲۰۲۳-۰۱-۲۵.
61. ↑  دانشنامه‌ای رونمایی شده در دانشگاه تهران با عنوان «دانشنامه نیشابور بزرگ» توسط کمیسیون ملی یونسکو در ایران منتشر شده است.

## فهرست منابع
- «احسن التقاسیم فی معرفة الاقالیم»، محمد مقدسی، ترجمه علینقی منزوی، تهران: شرکت تعاونی مؤلفان و مترجمان ایران، ۱۳۶۱.
- «اخبار تاریخی در آثار مانوی»، بهمن سرکاراتی، نشریه زبان و ادب فارسی، شماره ۱۱۱، پاییز ۱۳۵۳.
- «افغان‌نامه»، محمود افشار یزدی، تهران: بنیاد موقوفات دکتر محمود افشار، ۱۳۵۹.
- «البلدان»، تألیف ابی‌عبدالله احمد بن محمد بن اسحاق الهمذانی (معروف به ابن فقیه)، تحقیق یوسف الهادی، بیروت: عالم‌الکتب، ۱۴۱۶ق=۱۹۹۶م.
- «الفرق الأسلامیه و حق الأمه السیاسی»، محمدابراهیم الفیومی، قاهره: دارالشروق، ۱۹۹۸م.
- «احسن‌التقاسیم فی معرفةالاقالیم»، تألیف شمس‌الدین ابی عبدالله محمد مقدسی، بیروت: دارصادر، ۱۹۰۶م.
- «اوضح المسالک إلی معرفة البلدان و الممالک»، محمد بن علی بروسوی، تحقیق مهدی عبدالرواضیة، بیروت: دارالغرب الاسلامی، ۱۴۲۷ق.
- «ایران در زمان ساسانیان»، تألیف آرتور کریستنسن، ترجمه رشید یاسمی، تهران: صدای معاصر، ۱۳۹۳.
- «بازشناسی ربع نیشابور و تقسیمات جغرافیایی آن»، پایگاه اطلاع‌رسانی شهر کتاب، ۱۳ مرداد ۱۳۹۴.
- «تاریخ الامم و الملوک»، ابی‌جعفر محمد بن جریر الطبری، راجعه و صححه و ضبط نخبه من العلماء الاجلاء، بیروت: مؤسسه الاعلمی للمطبوعات، ۱۴۰۳ق. = ۱۹۸۳م.
- «تاریخانهٔ خراسان غربی (کاربرد جای‌نام خراسان غربی در نوشتار نویسندگان و پژوهندگان تاریخ و فرهنگ ایران؛ نوشتار نخست: خراسان غربی در دوران نیشابوری)»، حسین صومعه، نشریه فرهنگی اجتماعی خاتون شرق، ۶ بهمن ۱۴۰۰.
- «تاریخ ایران باستان»، حسن پیرنیا، تهران: دنیای کتاب، ۱۳۷۵.
- «تقویم البلدان»، تألیف اسماعیل بن علی ابوالفداء، قاهره: مکتبة الثقافة الدینیة، ۲۰۰۷م.
- «دانشنامه ایران»، مرکز دائرةالمعارف بزرگ اسلامی، تهران: ۱۳۸۴.
- «دائرةالمعارف بزرگ اسلامی»، مرکز دائرةالمعارف بزرگ اسلامی، تهران: ۱۳۶۸.
- «دیبای خسروانی؛ کوتاه شده تاریخ بیهقی»، گزینش و گزارش از محمدجعفر یاحقی و مهدی سیدی، تهران: انتشارات جامی، ۱۳۷۵.
- «زردشتیان؛ باورها و آداب دینی‌آن‌ها»، مری بویس، ترجمه عسگر بهرامی، تهران: انتشارات ققنوس، ۱۳۸۹.
- «ز حد نشابور تا خاک بلخ؛ نگاهی جغرافیایی به خراسان تاریخی»، حسین صومعه، نشریه فرهنگی اجتماعی خاتون شرق، ۲۲ مهر ۱۴۰۰.
- «تاریخ سیاسی و اجتماعی خراسان در آغاز حکومت عباسیان»، دانیل آل آلتون، ترجمه مسعود رجب‌نیا، تهران: شرکت انتشارات علمی و فرهنگی، ۱۳۶۷.
- «تاریخ فرهنگ و تمدن ایران در دوره ساسانیان»، تألیف و گردآوری عباس قدیانی، تهران: فرهنگ مکتوب، ۱۳۸۵.
- «تاریخ نیشابور»، ابوعبدالله حاکم نیشابوری، ترجمه محمد بن حسین خلیفه نیشابوری، با مقدمه و تصحیح و تعلیقات محمدرضا شفیعی کدکنی، تهران:آگه، ۱۳۷۵.
- «جغرافیای تاریخی سرزمین‌های خلافت شرقی»، گای لسترینج، ترجمه محمود عرفان، انتشارات علمی و فرهنگی، ۱۳۸۶.
- «خراسان غربی، در جغرافیای خودآگاهی تاریخی»، حسین صومعه، آفتاب صبح نیشابور، ۱۵ آذر ۱۴۰۰، ش۸۷.
- «روزگاران»، عبالحسین زرین‌کوب، تهران: انتشارات سخن، ۱۳۷۵.
- «علوم حدیث در ربع نیشابور طی چهار سده نخستین اسلامی»، مهدی حاجیان، مطالعات تاریخی قرآن و حدیث، پاییز و زمستان ۱۳۹۷، ش۶۴.
- «عوامل رشد علمی و سیاسی نیشابور در قرون گذشته»، محمدباقر حسینی، مجله دانشکده ادبیات و علوم انسانی مشهد، شماره ۱۱۸و ۱۱۹، پاییز و زمستان ۱۳۷۶.
- «طبقات أعلام الشیعه»، تألیف آقا بزرگ طهرانی، تحقیق علینقی منزوی، تهران: سماعیلیان، ۱۳۶۹.
- «فتوح البلدان»، لاحمد بن یحیی بن جابر البغدادی (اشهیر بالبلاذری)، [بیروت]: دار و مکتبه الهلال، ۱۹۸۸م.
- «قلمرو طاهریان و اهمیت شهرهای اربعه خراسان»، امیر اکبری، پژوهشنامه تاریخ، دوره ۵، تابستان ۱۳۸۹، ش۱۹.
- «کتاب‌البلدان»، تألیف احمد بن ابی‌یعقوب بن واضح الکاتب المعروف بالیعقوبی، بیروت: دار احیاء التراث العربی، ۱۴۰۸ق. = ۱۹۸۸م.
- «کهن‌تر از خراسان: پارت و ابرشهر»، حسین صومعه، نشریه فرهنگی اجتماعی خاتون شرق، ۱۳ آذر ۱۴۰۰.
- «لهجه عثمانی»، احمد وفیق پاشا، استانبول، طبعخانه عامره، ۱۲۹۳ق.
- «مسالک و ممالک» تصنیف ابن خردادبه، ترجمه سعید خاکرند، تهران: میراث ملل، ۱۳۷۱.
- «مطالعه و تحلیل نقش مایه انسانی بر روی قطعه ای سفالی از تپه بلوچ نیشابور»، هادی صبوری و رضا بلندی، سفالینه، پاییز و زمستان ۱۳۹۸، ش ۵.
- «معجم البلدان»، شهاب‌الدین أبوعبدالله یاقوت بن عبدالله البغدادی، بیروت: دار إحیاء التراث العربی، ۱۳۹۹ق=۱۹۷۹م.
- «مقالات تاریخی؛ دفتر نهم»، روسل جعفریان، قم: دلیل ما، ۱۳۸۷.
- «نام‌شناخت؛ ابرشهر، نیشابور»، بهزاد نعمتی، خراسان‌پژوهی، سال اول، پاییز و زمستان ۱۳۷۷، ش ۲.

- Gaube، H. «ABARŠAHR». Encyclopædia Iranica. Cambridge: ENCYCLOPÆDIA IRANICA FOUNDATION.
- Massignon، Louis (۲۰۱۹). The Passion of Al-Hallaj: Mystic and Martyr of Islam. Princeton: Princeton Legacy Library.
- Mehdi Maleki، Hodge (۲۰۱۳). «Late Sasanian Coinage and the Collection in the Muzeh Melli Iran». The Numismatic Chronicle 173 Offprint. London: THE ROYAL NUMISMATIC SOCIETY.
- Grousset، René (۱۹۷۰). The Empire of the Steppes: A History of Central Asia. New Brunswick: Rutgers University Press.
- Skjaervo، Prods Oktor (۲۰۰۶). «An Introduction to Manicheism». Early Iranian Civilizations 103 = DivSchool 3580 (PDF).